# کاخ عمره
کاخ عَمْره (به عربی: قصر عمرة) یا کاخک عمره (به عربی: قُصَیر عمرة) کاخی بود که خلیفهٔ اموی ولید بن عبدالملک در بادیهٔ اردن، شرقِ نوکِ شمالی دریای مرده ساخت که برای دیوارنگاری‌هایش شهرت یافته. یکی از دیوارهایش، نگاره‌های چهار فرمانروای آن عصر را نشان می‌دهد که گویا حکومت‌هایی‌اند که مسلمانان برآنان چیره شدند، قیصر روم، کسرای فارس، نجاشی حبشه و رودِریک اسپانیا. دیواری دیگر، مردی ریش‌دار با هاله‌ای از نور در پیرامونش را نشان می‌دهد که بر عرش نشسته؛ گویا خود خلیفه است.
این قصر به عنوان یکی از مهم‌ترین نمونه‌های از هنر و معماری اسلامی، اولیه که با با تلفیقی از هنرهای ساسانی و بیزانسی ساخته شده است. این ساختمان در واقع باقی‌ماندهٔ یک مجموعه بزرگتر بوده‌است که تنها پایه و اساس آن باقی‌مانده‌است. این ساختمان به خاطر نقاشی‌های الهام گرفته از نگارگری‌های ساسانی، رومی و تلفیق جهان بینی اسلامی معروف است همچنین نقوش به جا مانده بر روی دیوارها و داخل سقفش مورد توجه است، که شامل نقش‌هایی از شکار، بانوان والا مقام و زنان برهنه و نقاشی‌هایی از زودیاک است.
این مکان در سال ۱۹۸۵ در فهرست میراث جهانی در کشور اردن به ثبت رسید.